# Carl Gustav Witt
Carl Gustav Witt, född 29 oktober 1866 i Berlin, Preussen, död 3 januari 1946, var en tysk astronom.
Minor Planet Center listar honom som upptäckare av 2 asteroider mellan 1896 och 1898.
Han har fått asteroiden 2732 Witt uppkallad efter sig.

## Asteroider upptäckt av Carl G. Witt
| 422 Berolina | 8 oktober 1896  |
| 433 Eros     | 13 augusti 1898 |